# Timbre CTO
Un timbre-poste annulé sur ordre (bien plus connu sous son abréviation anglaise CTO pour Cancelled To Order) est un timbre qui a été oblitéré par une administration postale, mais qui n'a jamais réellement servi comme moyen d'affranchissement. Le cachet est apposé machinalement juste après l'impression des timbres et parfois même directement lors cette étape. Les CTO sont émis et vendus par les administrations postales de certains pays directement aux marchands de timbres qui se chargent alors d'approvisionner les philatélistes

## Contexte

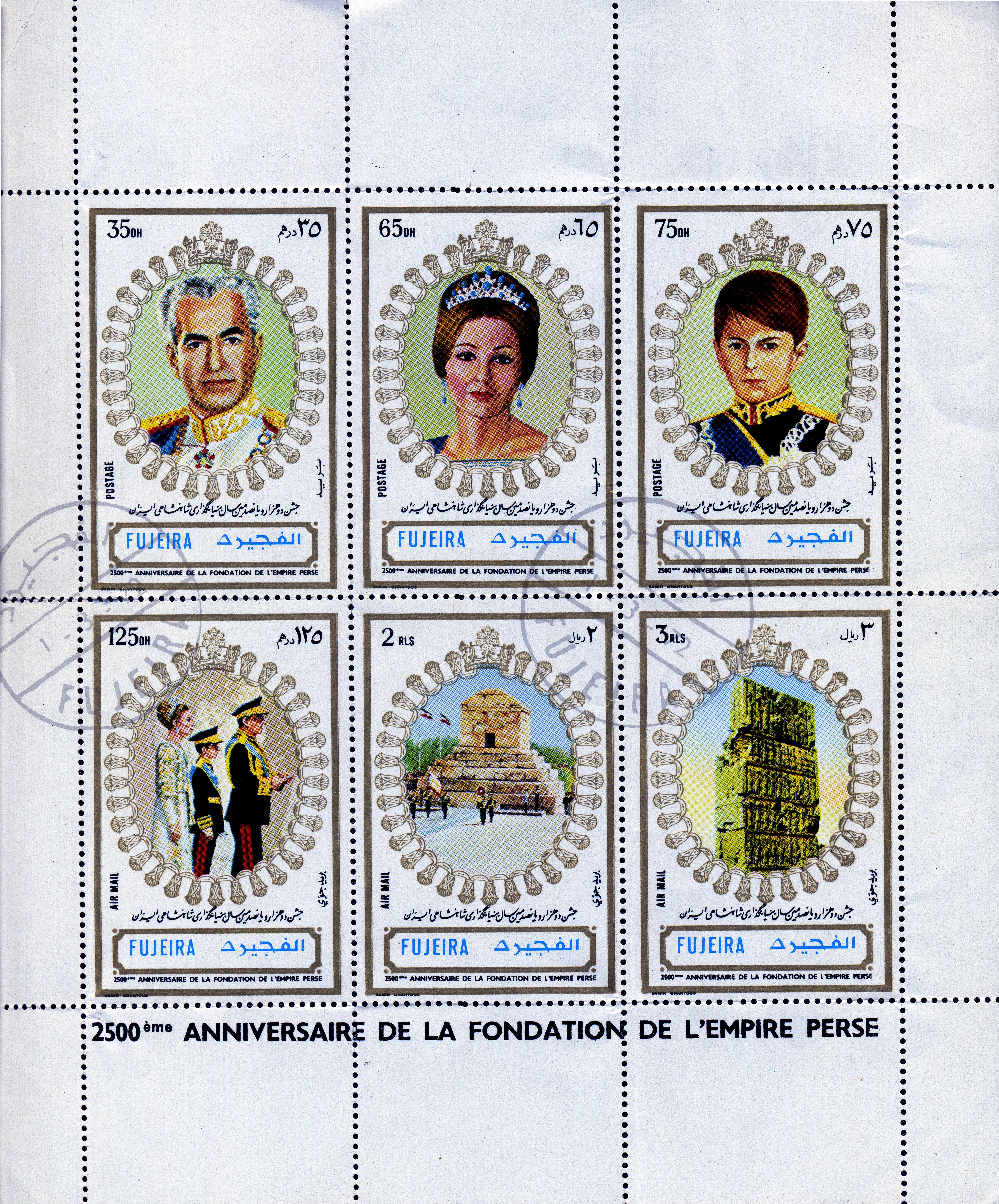
Feuillet commémoratif pour le 2500e anniversaire de la fondation de l'Empire perse émis par l'émirat de Fujaïrah. Les cachets sont très légers afin de ne pas recouvrir les illustrations.

### Origines
Tandis que certains philatélistes collectionnent les timbres-poste neufs avec leur gomme originale, d'autres préfèrent les collectionner lorsqu'ils ont circulé, c'est-à-dire qu'ils ont reçu un cachet par une administration postale. Ce second état de conservation peut engendrer des problèmes que les timbres CTO n'engendrent pas. Puisque les CTO ne voyagent pas sur une lettre, le collectionneur est sûr d'obtenir un timbre oblitéré sans défauts (décolorations, déchirures, tâches, amincissements lors du décollage...). De plus, les administrations postales émettant des CTO essaient généralement d'apposer un cachet qui ne dissimule pas trop l'illustration du timbre afin de satisfaire les clients.
Une autre raison pour expliquer l'origine des CTO est la volonté de certains pays d'émettre de très nombreuses séries de timbres thématiques afin de gagner de l'argent auprès des collectionneurs. Pour faire plus de ventes, les timbres doivent être peu coûteux, mais si les services postaux en émettent à des prix inférieurs à leur valeur faciale, les entreprises et les commerciaux pourraient les utiliser pour économiser de l'argent en acheminant leur courrier à bas prix dans les pays émetteurs. Ces pays émettent donc la plupart de leurs timbres de collection en tant que CTO afin qu'ils ne puissent plus être utilisés comme moyen d'affranchissement.  

### Pays typiques des CTO
La plupart des pays du Golfe Persique (particulièrement les Émirats arabes unis) ont émis quantité de CTO depuis leurs créations. Beaucoup de pays de l'Europe de l'Est sous domination soviétique ont également émis des séries de CTO et ce jusqu'à la chute du bloc communiste. Enfin, certains pays d'Afrique, d'Amérique centrale et d'Asie du Sud-Est ont fréquemment suivi ce procédé lucratif.

### Identification
Il existe 2 méthodes efficaces pour reconnaître un CTO. La première est de vérifier la gomme à l'arrière du timbre. Un timbre oblitéré qui a été apposé sur une lettre ne possèdera plus de gomme. Un CTO peut toutefois être lavé (la gomme disparaît) et le collectionneur obtient alors un timbre qui semble avoir été oblitéré normalement. Il faut alors regarder l'allure générale du cachet. Pour un CTO, le cachet sera toujours présent dans un des coins du timbre puisqu'il sert à oblitérer 4 timbres à la fois. De plus, la ville référencée sera bien souvent la capitale du pays concerné. Enfin, les oblitérations des CTO sont souvent plus fines et nettes que les oblitérations effectuées dans un bureau de poste traditionnel. 

### Philatélie
Certains catalogues ont récemment décidé de créer une catégorie spéciale pour les CTO afin de les séparer des timbres oblitérés de façon traditionnelles et qui bénéficient logiquement de cotes plus élevées. De nombreux philatélistes ne les considèrent malgré tout pas comme d'authentiques timbres et ne les collectionnent donc plus. Les CTO restent cependant présents dans de nombreuses collections thématiques qui seraient bien moins remplies sans ces timbres particuliers.

## Oblitération de complaisance
L’oblitération de complaisance diffère des CTO par le fait que l’oblitération des timbres neufs n’est plus décidée par une administration postale, mais est demandée à un personnel du service de poste bien souvent directement par un collectionneur. En France, cette pratique est interdite, mais elle est appréciée par les collectionneurs dont les pays ne produisent pas de CTO et qui veulent un timbre oblitéré sans défauts.

## Falsification de l'oblitération
Une pratique plus pernicieuse relative aux CTO implique de mauvaises utilisations délibérées des moyens d'affranchissement locaux. Les différents procédés ont pour but d'obtenir des timbres avec des oblitérations particulières qui sont soit très difficiles à obtenir normalement ou qui sont soit carrément imaginaires. Le prix de ces timbres oblitérés peut ainsi dépasser ceux des timbres neufs, et ce parfois de façon significative. Cette forme de falsification philatélique peut impliquer l'utilisation de types rares de moyens d'affranchissement, de dates inhabituelles sur le cachet de poste, de bureaux de poste particuliers... Un exemple célèbre de cette falsification qui se rapprochent des timbres faux est l'oblitération factice de certains timbres belges durant la Première Guerre mondiale avec des cachets de la commune de Sainte-Adresse ou de la ville du Havre. 